# Cung núi lửa
Cung núi lửa là một dãy các đảo núi lửa hay các núi nằm gần rìa các lục địa được tạo ra như là kết quả của sự lún xuống của các mảng kiến tạo. Sự lún xuống tạo ra các vòng cung này bằng cách tạo ra macma khi một mảng kiến tạo bị lún xuống dưới một mảng kiến tạo khác chui vào quyển mềm của lớp phủ. Các lớp macma bị đẩy lên trên bề mặt thông qua lớp vỏ Trái Đất, phun trào ra mặt đất và tạo thành các núi lửa.
Một số ý kiến khác khá phổ biến cho rằng vỏ đại dương nóng chảy có lẽ không phải là nguồn của các loại dung nham nóng chảy phun trào cùng với vòng cung núi lửa. Mảng kiến tạo bị lún xuống mang theo nó một loạt trầm tích và bazan bị biến đổi, cả hai đều có nhiều nước và các chất dễ bay hơi khác. Khi mảng kiến tạo bị lún ngày càng sâu hơn thì các chất dễ bay hơi này được giải phóng và bị đẩy lên trên. Chúng làm cho điểm nóng chảy của phần đá bên trên của lớp phủ (lớp đệm giữa hai đĩa) bị giảm xuống và macma được tạo ra. Lớp macma này có nguồn gốc từ quyển mềm và chứa nhiều chất dễ bay hơi từ mảng kiến tạo bị lún xuống (có lẽ nó cũng bị hòa lẫn với một chút các tạp chất của lớp vỏ nằm trên) và phun trào ra tạo thành cung núi lửa.

## Phân loại cung núi lửa
Có hai loại cung núi lửa chính:
- Cung đảo núi lửa hay cung đảo được tạo ra khi một vỏ đại dương bị hút chìm dưới một vỏ đại dương khác. Quần đảo Mariana phía tây Thái Bình Dương và Tiểu Antilles phía tây Đại Tây Dương.
- Cung núi lửa lục địa được tạo ra khi vỏ đại dương bị hút chìm dưới vỏ lục địa. Dãy núi Cascade ở miền tây Bắc Mỹ, và Dãy núi Andes chạy dọc theo rìa phía tây của Nam Mỹ là các ví dụ về cung núi lửa lục địa.

Có một số trường hợp ngoại lệ tạo thành từ cả hai loại trên khi một phần của mảng kiến tạo chìm xuống bên dưới vỏ lục địa và bên dưới của một vỏ đại dương lân cận. Ví dụ điển hình về kiểu vòng cung loại này là quần đảo Aleutia và phần kéo dài của chúng là dãy núi Aleutia trên bán đảo Alaska, gồm một dãy các đảo và núi kéo dài khoảng 2.500 km từ bán đảo Alaska tới quần đảo Near. Vòng cung này chứa khoảng 80 trung tâm núi lửa chính, gần một nửa trong số đó đã từng hoạt động trong quá khứ, và cung Kuril-Kamchatka bao gồm quần đảo Kuril và phía nam bán đảo Kamchatka.

## Danh sách các cung núi lửa

#### Các cung núi lửa lục địa
- Dãy núi Cascade
- Bán đảo Alaska và dãy núi Aleutia
- Dãy núi Kamchatka
- Dãy núi Andes
- Dãy núi Trung Mỹ

#### Các cung đảo núi lửa
- Quần đảo Aleutia
- Quần đảo Kuril
- Nhật Bản và Quần đảo Ryukyu
- Vòng cung Izu-Bonin-Mariana:
  - Quần đảo Izu
  - Quần đảo Bonin
  - Quần đảo Mariana
- Quần đảo Philippine
- Tonga và Quần đảo Kermadec
- Crete và Dodecanese
- Andaman và Quần đảo Nicobar
- Quần đảo Mentawai
- Cung đảo Sunda
- Quần đảo Lesser Sunda
- Tanimbar và Quần đảo Kai
- Quần đảo Solomon
- Cung núi lửa Nam Aegean
- Lesser Antilles, gồm cả Leeward Antilles
- Cung núi lửa Scotia:
  - Quần đảo South Sandwich
- Quần đảo Mascarene

#### Các cung đảo cổ
- Quần đảo Insular
- Quần đảo Intermontane
- Cung đảo Sakhalin